# Bobby Connelly
Pour les articles homonymes, voir Connelly.
 (avril 2024).
Si vous disposez d'ouvrages ou d'articles de référence ou si vous connaissez des sites web de qualité traitant du thème abordé ici, merci de compléter l'article en donnant les références utiles à sa vérifiabilité et en les liant à la section « Notes et références ».
Robert Joseph "Bobby" Connelly, né le 4 avril 1909 à Brooklyn et mort le 5 juillet 1922 à Lynbrook (Long Island), est un acteur américain, enfant star.

## Biographie
Bobby est né le 4 avril 1909, il a une sœur Helen, elle aussi actrice. Il commence sa carrière d'acteur en 1912, à 3 ans. En 1914, il obtient le premier rôle d'une série de courts-métrages[Laquelle ?], où il y interprète le personnage principal Sonny Jim, et il apparait par la suite dans de nombreux films et courts-métrages. Mais alors que sa carrière prend de l'ampleur, sa santé se dégrade brusquement. En 1917, on lui diagnostique une endocardite, et malgré sa maladie, il continue de tourner. En 1922, il tombe malade. Il meurt d'une bronchite à l'âge de 13 ans.

## Filmographie

### Courts-métrages
- 1912 : The Grandfather de Harold M. Shaw
- 1913 : Love’s Sunset de Frederick A. Thomson
- 1914-1915 : Sonny Jim
- 1914 : The Drudge réalisé par Tefft Johnson
- 1914 : An Officer and a Gentleman de Harry Lambert
- 1914 : The Idler de Tefft Johnson
- 1914 : Happy-Go-Lucky de James Young
- 1914 : The Little Captain réalisé par Tefft Johnson
- 1914 : The House on the Hill réalisé par Tefft Johnson
- 1914 : Kill or Cure de Harry Lambert
- 1914 : Goodbye Summer réalisé par Van Dyke Brooke
- 1914 : The Professor’s Romance  de Sidney Drew
- 1914 : The Knight Before Christmas  de Tefft Johnson
- 1915 : Chiefly Concerning Males de Tefft Johnson
- 1915 : Easy Money réalisé par Theodore Marston
- 1915 : The Hand of God de Harry Lambert
- 1915 : Following the Scent de Sidney Drew
- 1915 : The Tigress de Lorimer Johnston
- 1915 : Old Good for Nuthin' de George Ridgwell
- 1915 : The Third Party de Theodore Marston
- 1915 : The Prince in Disguise
- 1915 : To Cherish and Protect de William Humphrey
- 1915 : A Case of Eugenics de Sidney Drew
- 1916 : From Out of the Past de William Humphrey
- 1916 : Her Bad Quarter of an Hour de Cortland Van Deusen
- 1916 : The Rookie réalisé par Harry Davenport
- 1917 : The Meeting de John S. Robertson
- 1917 : Bobby (série de courts-métrages)
- 1918 : Gas Logic de Sidney Drew
- 1918 : A Youthful Affair de Sidney Drew
- 1918 : Financing the Fourth de Sidney Drew

### Films
- 1914 : How Cissy Made Good de George Baker
- 1915 : The Island of Regeneration de Harry Davenport
- 1915 :  Turn of the Road réalisé par Tefft Johnson
- 1916 : Britton of the Seventh de Lionel Belmore
- 1916 : The Writing on the Wall réalisé par Tefft Johnson
- 1916 : Salvation Joan de Wilfrid North
- 1916 : The Law Decides de William Earle et Marguerite Bertsch
- 1916 : The Suspect de S. Rankin Drew
- 1916 : The Man Behind the Curtain de Cortland Van Deusen
- 1916 : Fathers of Men de William Humphrey
- 1916 : A Prince in a Pawnshop de Paul Scardon
- 1917 : Her Right to Live de Paul Scardon
- 1917 : Intrigue de John Robertson
- 1917 : Womanhood the Glory of the Nation de Stuart Blackton et William P.S. Earle
- 1917 : The Soul Master réalisé par Marguerite Bertsch
- 1918 : Beyond the Law de Theodore Marston
- 1918 : Out of a Clear Sky de Marshall Neilan
- 1918 : The Road Through the Dark de Edmund Mortimer
- 1919 : What Love Forgives de Perry N. Vekroff
- 1919 : Reclaimed: The Struggle for a Soul Between Love and Hate de Harry McRae Webster
- 1919 : The Unpardonable Sin de Marshall Neilan
- 1920 : Other Men’s Shoes réalisé par Edgar Lewis
- 1920 : A Child for Sale d'Ivan Abramson
- 1920 : The Flapper de Kim
- 1920 : Humoresque réalisé par Frank Borzage
- 1920 : The Greatest Love de Henry Kolker
- 1921 : The Old Oaken Bucket 1921 : May Tully
- 1922 : A Wide Open Town
- 1922 : Wildness of Youth